# 民警故事
《民警故事》是宁瀛导演的一部电影，1995年上映。该片是《北京三部曲》的第二部，以民警打狗为故事主线，聚焦中产阶级的生活，具有温和的社会批判色彩。片中以白描手法刻画民警的私生活，颇多细节描绘。曾参加多伦多、圣塞瓦斯蒂安国际电影节，并在印度国际电影节、贝尔福国际电影节、意大利都灵国际青年电影节、新加坡国际电影节、大学生电影节上获奖。

## 剧情
杨国立带新手王连贵熟悉片警工作，结果一天晚上发现一被狗咬伤的醉汉。派出所如临大敌，派出全部民警，终于将疯狗击毙。医院做了消毒，还为民警注射疫苗。国立因忙于工作被老婆埋怨。一次抓到一设赌骗钱的外地农民刘兜兜，国立言辞严肃的迫其承认。一青年因尾随妇女被报告耍流氓，国立又去处理，后来还处理卖黄色图片的小贩。
全市出台禁狗新决定，一众民警清查，一次成功夺下一小女孩的爱犬。连贵调查食品厂厂长王小二养狗，被后者辱骂，国力出面，小二不承认，后来还想趁乱逃走，并再度辱骂杨王二警。国立愤激之下殴打小二，结果受到所里扣钱处分，并开会教育。

## 演职员表
- 李占河 饰 杨国立
- 王连贵 饰 王连贵
- 李健 饰 李健
- 沈振鸥 饰 刘建军
- 宛建军 饰 宛军
- 李辰刚 饰 所长
- 李文声 饰 政委
- 潘永祯 饰 分局长
- 李莉 饰 杨国立妻
- 杨驰飞 饰 杨国立之子
- 赵志明 饰 王小二
- 刘应树 饰 刘兜兜